# Футбольна федерація Молдови
Футбольна федерація Молдови (рум. Federaţia Moldovenească de Fotbal (FMF)) — організація, що здійснює контроль і управління футболом в Молдові. Заснована в 1990 році. Член УЄФА з 1993 року та ФІФА з 1994 року.
Офіс розташований у Кишиневі. Під егідою Футбольної федерації Молдови проводяться змагання в Національному дивізіоні країни, у розіграшах Кубка та Суперкубка Молдови. Федерація організовує діяльність та управління національними збірними з футболу, до числа яких входить і головна збірна країни.